# Élection partielle québécoise de septembre 2009
L'élection partielle du 21 septembre 2009 est une élection partielle qui s'est déroulée dans la circonscription de Rousseau.
Les résultats sont les suivants :
|                                                                                               | Nom                | Parti               | Nombre de voix | %      | Maj.  |
| --------------------------------------------------------------------------------------------- | ------------------ | ------------------- | -------------- | ------ | ----- |
|                                                                                               | Nicolas Marceau    | Parti québécois     | 9 529          | 57 %   | 4 381 |
|                                                                                               | Michel Fafard      | Libéral             | 5 148          | 30,8 % | -     |
|                                                                                               | Jean-Pierre Parrot | Action démocratique | 782            | 4,7 %  | -     |
|                                                                                               | François Lépine    | Québec solidaire    | 735            | 4,4 %  | -     |
|                                                                                               | Guy Rainville      | Vert                | 514            | 3,1 %  | -     |
| Total                                                                                         | Total              | Total               | 16 708         | 100 %  |       |
| Le taux de participation lors de l'élection était de 30,2 % et 216 bulletins ont été rejetés. |                    |                     |                |        |       |